# Commanderie de Lavaufranche
La commanderie hospitalière de Lavaufranche de l'ordre de Saint-Jean de Jérusalem témoigne de l’histoire des ordres religieux et militaires. Elle est classée monument historique en 1963.

## Localisation
À l’extrémité nord-est du département de la Creuse, à environ 30 km de Montluçon et 50 km de Guéret, la commanderie est située à quelques centaines de mètres du centre-bourg de Lavaufranche.
Historiquement, elle faisait partie jusqu'à la Révolution française du Berry et du diocèse de Limoges.

## La commanderie de Lavaufranche

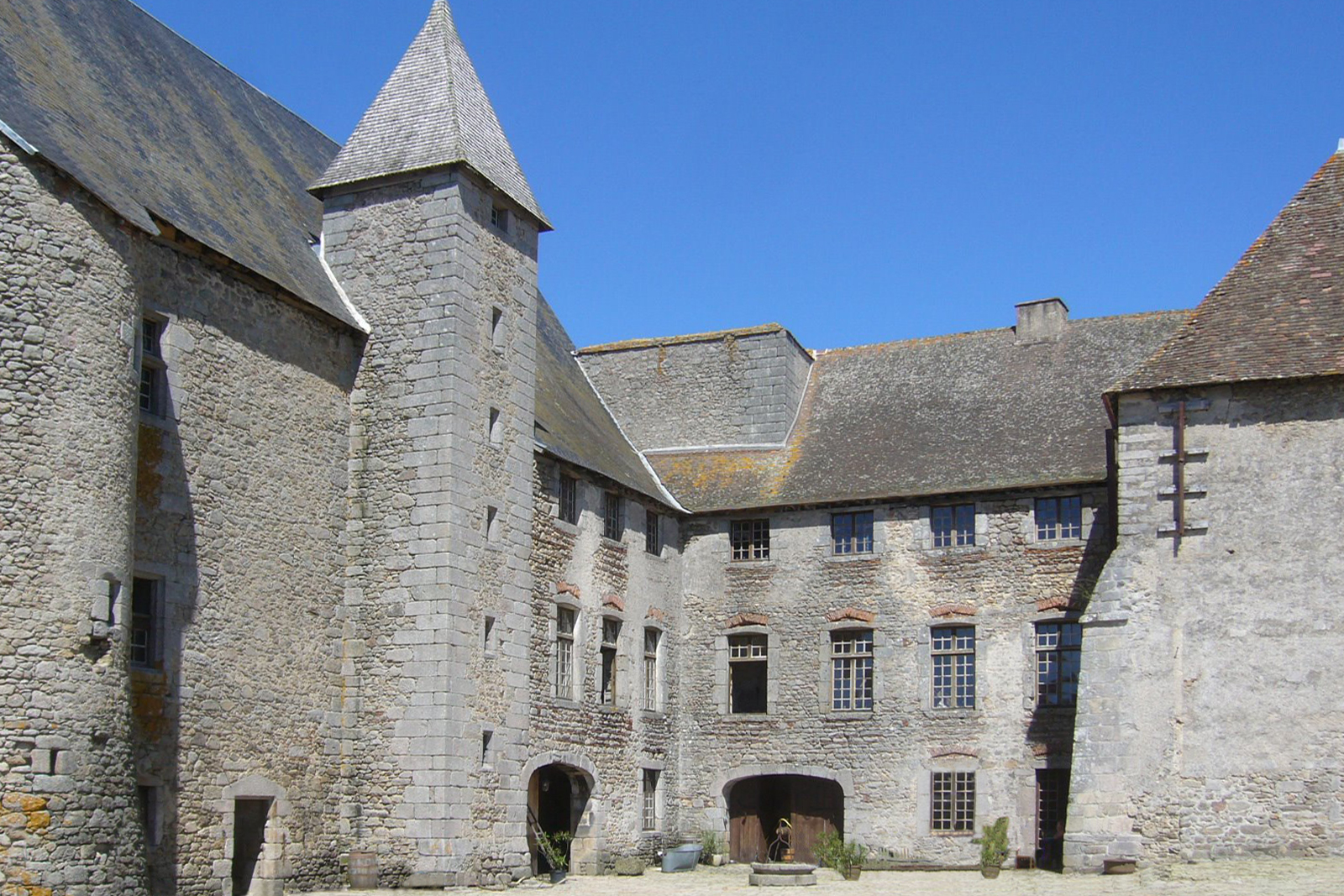
Commanderie de Lavaufranche.

La fondation de la Commanderie des Hospitaliers de l'ordre de Saint-Jean de Jérusalem à Lavaufranche remonte aux environs de 1180 avec la construction d’un haut donjon carré, et d’une chapelle rectangulaire à nef unique et chevet plat. Au début du XVe siècle, le commandeur Jean Grivel fait entreprendre d’importants travaux de confort, en particulier la construction d’un logis entre le donjon et la chapelle et d’un autre logis se développant à l’ouest du donjon, distribué en façade sud par une haute tour d’escalier carrée. 
Parallèlement à la construction des logis, la chapelle est fortifiée, comme en témoignent encore la présence de corbeaux sur la face orientale du chevet. L’effondrement de la moitié occidentale se produit avant 1616, date d’une visite ayant pour objet l’état des lieux de la Commanderie. Les voûtes orientales, quant à elles, s'effondrent vers 1740. 
En 1793, le domaine devient une exploitation agricole. En 1818, le mobilier liturgique de la chapelle est transféré à Soumans et c'est vraisemblablement à cette époque que l’édifice est transformé en grange. Deux niveaux sont créés à l’intérieur de la chapelle par la pose poutres transversales et d’un plancher délimitant ainsi un grenier en partie supérieure.
La redécouverte de la décoration peinte à l’intérieur de la chapelle à la fin des années 1950 et leur dégagement au cours des années 1970 a entraîné la suppression de la partition de l’édifice en deux niveaux : le plancher a été déposé et les poutres transversales sciées. Ces travaux ont fortement fragilisé la structure de l’édifice, nécessitant la pose de tirefonds transversaux et de poutrelles IPN afin de maintenir la cohésion de l’ensemble.

### Les commandeurs
- Étienne de Brosse[6],[7]
  - prieur d’Auvergne (1278-1281)
- Jean Grivel, commandeur de Lavaufranche (1402)[8]
  - Commandeur de Chamberaud (1389) ; sénéchal du prieuré d'Auvergne (1419)[9]
- N. de Lairon, vers le milieu du XVe siècle[6]
- Jean Grimeau[10]
- Jacques de Clavière, 1489 - 1491
- Guy de Blanchefort, 1495 - 1513
- Jean Raymond de Rozières, 1524
- Frère Charles Le Loup, 1538
- Louis de Lastic, 1547, prieur d’Auvergne en 1572
- Jean alias Guy Pot de Rhodes, 1595
- Gabriel de la Souche, 1614
- Jean Douradour, 1638
- Michel de Saint-Julien de Saint-Marc, 1670-1682
- Claude de Montagnac, 1689
- Jean de Rochedragon, 1689
- Michel de Lestranges, 1696[11]
- Henri de Méallet de Forgues, 1700-1701
- N... du Saillant, 1729
- Honoré-Marie de Vallin (†1767), ?-1731[12]
  - Commandeur de Bellecombe (1731-1767)
- Michel de Lestrange (†1743)[13], 1731[12]-1743
  - Commandeur de Bellecombe (?-1731)
- N... de Fougières, 1739
- N... de Montgontier, 1749
- N... de Méallet de Forgues, 1750-1761
- Louis de La Roche-Aymon (1702-28 août 1776), ?-1776
- Joseph-Pie-Sabriel de Menou de La Ville, 1787

## Protection
La Commanderie est classée au titre des monuments historiques en 1963.